# Iris chrysographes
Iris chrysographes és una planta amb flor del gènere Iris de la classe del liliopsida de la família de les iridaceae. Prové de la Xina i Myanmar on creix als prats humits, als peus dels turons i a la vorada dels boscs. És un herbaci perenne. Li cal una terra fèrtil que ha de quedar-se humida durant la creixença. Li cal molt de sol. És vivaç a Catalunya. Es propaga amb llavors o en dividir els rizomes. Les cultivars només es propaguen per divisió.